# دزسلاف وردولجک
دزسلاف وردولجک (انگلیسی: Zdeslav Vrdoljak؛ زادهٔ ۱۵ مارس ۱۹۷۱) بازیکن واترپلو اهل کرواسی است.